# Hrvoje Vojković
Hrvoje Vojković (Zagreb, 14. veljače 1970.) - hrvatski političar i pravnik
Rodio se u Zagrebu 14. veljače 1970. godine. Po zanimanju je diplomirani pravnik. Radio je u odvjetničkom društvu. Bio je član HSLS-a od 1989. do 2010. godine te potpredsjednik HSLS-a od 2006. godine.
Početkom devedesetih s unukom predsjednika Tuđmana, Dejanom Košutićem, vodio je tvrtku „Rubikon”, koja se bavila financijskim inženjeringom. Bio je na čelu Hrvatskog fonda za privatizaciju dvije godine, pa ministar gospodarstva u 7. Vladi Republike Hrvatske. Na toj funkciji se zadržao samo pet mjeseci.
Bio je predsjednik uprave izdavačke kuće Profil te predsjednik uprave Croatia osiguranja do 2010. godine, kada je smijenjen.
Uhićen je krajem veljače 2024. zbog subvencijske prijevare i krivotvorenja poslovne isprave, a sumnja se da je dobio subvencije za sadnju tulipana koje nikada nije posadio.